# Pałac Stenbocka
Pałac Stenbocka (szw. Stenbockska Palatset) – pałac w Sztokholmie na Riddarholmen oddany do użytku w 1640 roku.
Pałac wzniesiono w latach 40. XVII wieku dla radcy stanu Frederika Stenbocka i jego żony Katariny de la Gardie. Ich herb wciąż widnieje nad portykiem. Wielu artystów szwedzkich i zagranicznych brało udział w tworzeniu tego budynku. W 1863 pałac znacznie rozbudowano, przejęło go wówczas Archiwum Państwowe. W latach 1969–1971, gdy przeniesiono tutaj Sąd Najwyższy, budynek poddano restauracji.